# Oenanthe phillipsi
La collalba somalí (Oenanthe phillipsi) es una especie de ave paseriforme de la familia Muscicapidae endémica del Cuerno de África.

## Distribución y hábitat
Se encuentra únicamente en Somalia y el este de Etiopía.
Su hábitat natural son los herbazales y zonas de matorral semiáridas.